# Academiënpaleis

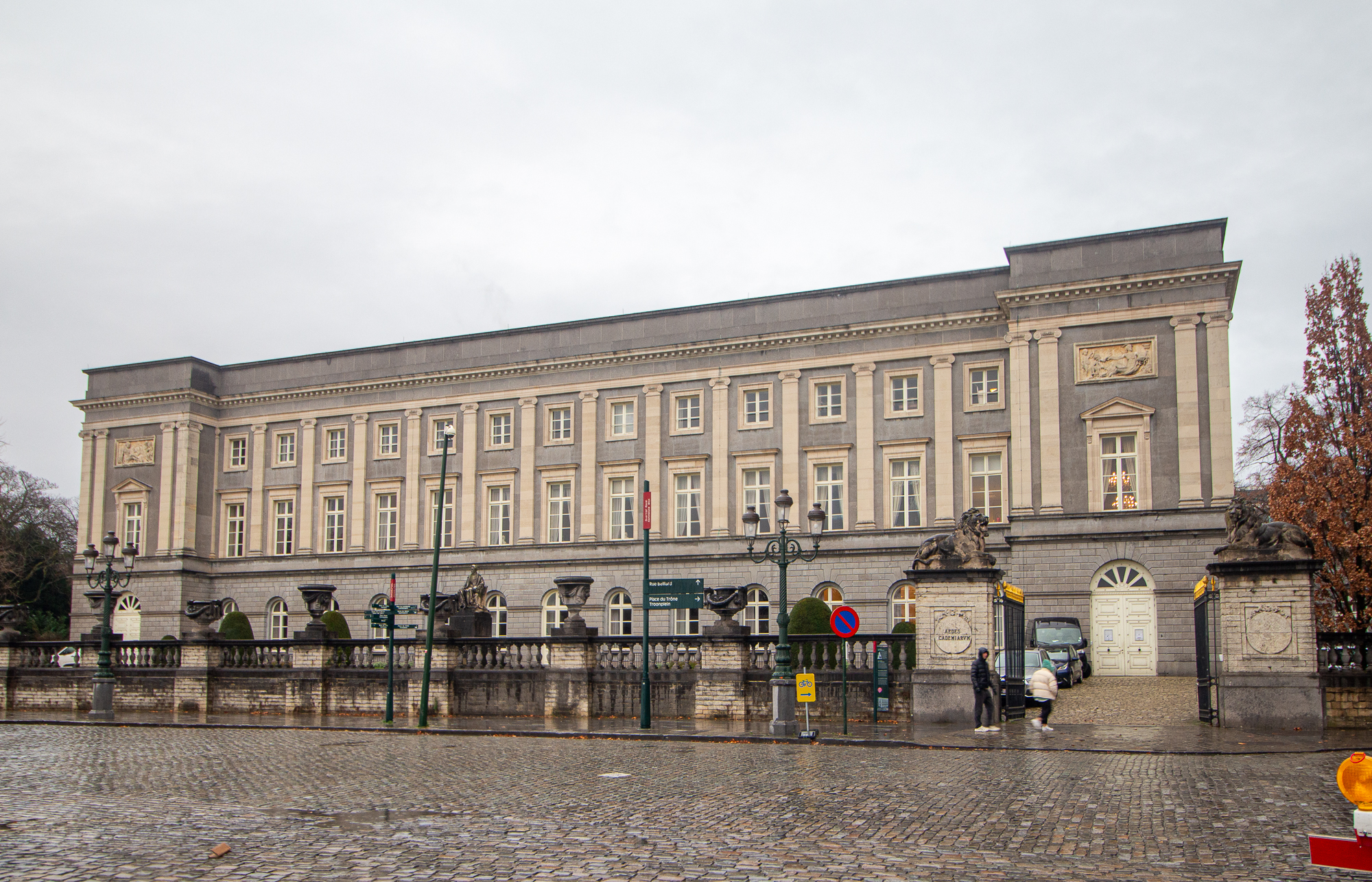
Academiënpaleis

Het Academiënpaleis of Paleis der Academiën (Frans: Palais des Académies) is een bouwwerk in Brussel dat vijf van de zeven koninklijke academiën van België huisvest:
- Koninklijke Vlaamse Academie van België voor Wetenschappen en Kunsten
- Académie royale des sciences, des lettres et des beaux-arts de Belgique
- Académie royale de langue et de littérature françaises de Belgique
- Koninklijke Academie voor Geneeskunde van België
- Académie royale de médecine de Belgique.

## Ligging
Het paleis bevindt zich in een park tussen het blok gevormd door de Hertogstraat, de Lambertmontstraat, de Regentlaan en het Troonplein. In dit blok bevinden zich tegenwoordig verder enkel de Koninklijke Stallen en de Lambermont, de ambtswoning van de premier.

## Geschiedenis
Het neoclassicistische gebouw werd opgetrokken tussen 1823 en 1828 op de plek van het refugiehuis van de Parkabdij. De staatsarchitecten Charles Vander Straeten en Tieleman Franciscus Suys voerden in dezelfde periode ook een van de verbouwingen van het naastliggende Koninklijk Paleis van Brussel uit. Het werd gefinancierd ten bedrage van 1.215.000 gulden met middelen van het Verenigd Koninkrijk der Nederlanden en in opdracht van Willem I. Het paleis werd ingericht voor zijn zoon, kroonprins Willem en zijn Russische echtgenote Anna Pavlovna. In de nacht van 25 op 26 september 1829 werd er in het paleis ingebroken. De dieven stalen de sieraden van Anna Pavlovna uit haar slaapkamer en wisten er mee te ontkomen.
Na de Belgische Revolutie kwam het paleis onder sekwester. Genietroepen kregen er onderdak. Het zou nog tot 1842 duren vooraleer een vergelijk werd gevonden. Het gebouw werd aan de Belgische staat overgedragen en de somptueuze inhoud ging naar Nederland. Hij werd overgebracht naar het Paleis Kneuterdijk en na de dood van Willem II naar het Paleis Noordeinde, waar nog veel stukken te bewonderen zijn.
Van 1848 tot 1852 was het paleis de vestigingsplaats van het eerste regiment Jagers-Carabiniers. Koning Leopold II weigerde zijn intrek te nemen in het gebouw dat hem in 1853 werd aangeboden. Men besloot het te gaan gebruiken voor ceremoniën en feesten. Het interieur werd vernieuwd onder leiding van architect Gustave De Man. In 1862 werd evenwel het Museum voor Moderne Kunst in het paleis ondergebracht, in afwachting van de afwerking en inrichting van de Koninklijke Musea voor Schone Kunsten van België. Het zou nog kunstwerken herbergen tot de Koninklijke Academiën van België er mochten neerstrijken (koninklijk besluit van 30 april 1876).
Gedurende de Eerste Wereldoorlog werd het gebouw gebruikt door de Duitse bezetter als hospitaal voor aan het front gekwetste soldaten. In de hof kan men nog de gekerfde initialen van een groot aantal patiënten zien, in de bast van een grote rode treurbeuk. De Academie kon maar in maart 1919 terug haar intrek in het gebouw nemen.
In de jaren zestig van de 20e eeuw was de aantasting van het paleis door de Serpula lacrymans dusdanig dat zich een grote restauratie opdrong. Van 1969 tot 1976 werd het paleis zo veel mogelijk gerenoveerd in zijn oorspronkelijke staat.
Op 25 juli 2001 opperde de omgeving van toenmalig premier Guy Verhofstadt om de kanselarij van de eerste minister in het Academiënpaleis onder te brengen. Het idee stierf evenwel een stille dood en de academici konden de "inval der barbaren" afwenden.

### Overzicht van functies
Het paleis vervulde de meest uiteenlopende functies:
- 1828-1830: Paleis van de Prins van Oranje
- 1830-1838: genietroepen (sekwester)
- 1848-1852: kazerne voor infanterie en artillerie
- 1853-1859: onbewoond verblijf van de hertog van Brabant
- 1859-1877: Museum voor Schone Kunsten
- 1877-1914: zetel van de Academiën
- 1914-1918: Duits militair hospitaal
- 1919-heden: zetel van de Academiën

## Beschrijving
De buitenzijde valt op door de combinatie van gele zandsteen op blauwe hardsteen. Vier bas-reliëfs uit 1879 sieren de gevel: de Kunsten van Antoine-Joseph Van Rasbourgh, de Letteren van L. Herman, de Wetenschappen van H. Sterckx en de Geneeskunde van A. Braeckevelt.

### Binnenshuis

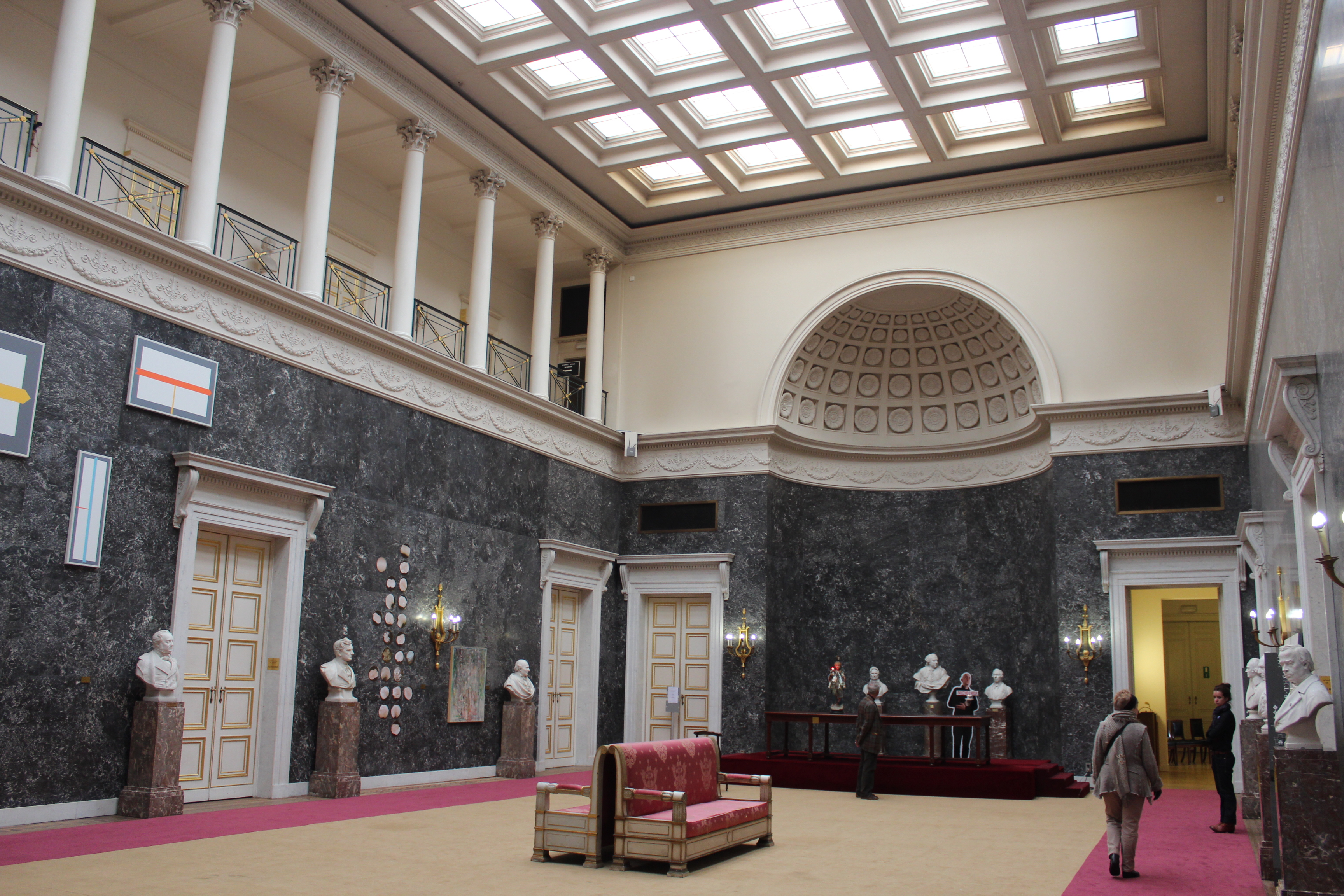
Troonzaal van het Academiënpaleis

In de monumentale trappenzaal hangt een portret van keizerin Maria Theresia van Oostenrijk, ter ere van de oorspronkelijke oprichtster in 1772 van de Académie Impériale et Royale des Sciences et Belles-lettres de Bruxelles. De Troonzaal (niet te verwarren met de Belgische Troonzaal in het naastliggende Koninklijk Paleis van Brussel) is de oorspronkelijke feestzaal van het paleis. Aangrenzend bevonden zich de privévertrekken van Willem II waarvan onder andere het toilet met enorme wandspiegel van zijn echtgenote Anna Paulowna van Rusland bewaard is gebleven. De grote Marmeren Zaal op de tweede verdieping is belegd met Belgisch bruin marmer en wit marmer uit Carrara. Het parket, aangelegd met eik en tropisch hout (palissander en amaranthout) heeft een motief van kleine boomblaadjes. Het gewelf is bedekt met bladgoud en timpanen. De zaal heeft een uitstekende akoestiek en wordt regelmatig voor concerten gebruikt. Daarnaast zijn er nog een aantal kleinere zalen waaronder de Maria-Theresiazaal wanneer de klassen van de Academie apart vergaderen, en de Leopoldzaal en Albertzaal voor kleinere commissievergaderingen. Ook het oude kabinet van de permanente secretaris straalt grandeur uit. In het gebouw zijn verder een zestigtal kleinere en grotere kantoorruimtes.

### Tuin

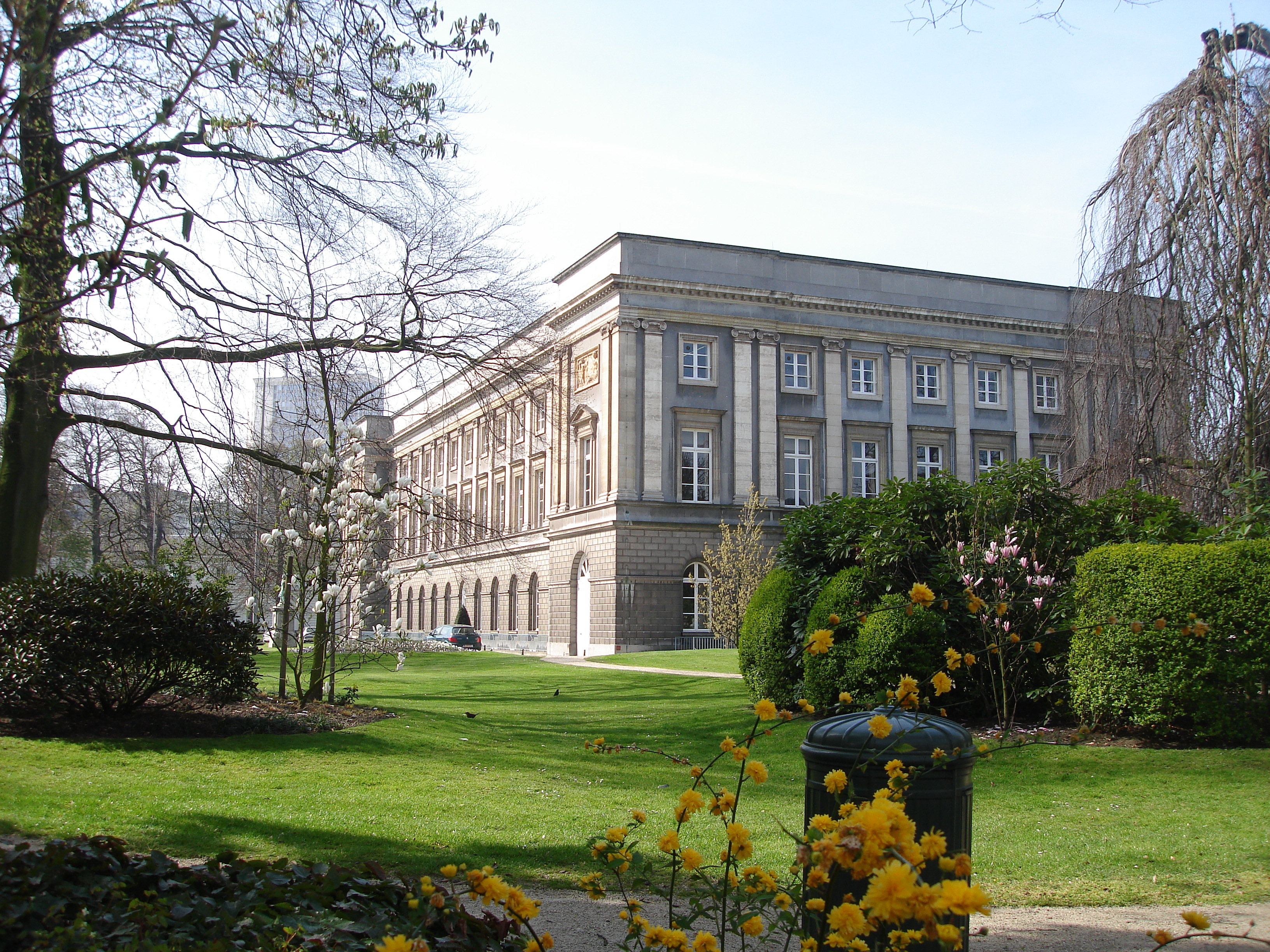
Tuin Academiënpaleis

De tuin is een openbaar park. Hij bevat heel wat beeldhouwwerk, waaronder een standbeeld van Adolphe Quételet (Charles Fraikin, 1880), bustes van Jules Destrée (Armand Bonnetain, 1937) en Jean Servais Stas (1897, Thomas Vinçotte op een sokkel ontworpen door Victor Horta) en la Surprise, een werk met een hond en een schildpad van Jean-Baptiste Van Heffen (1869). Rond de vijver aan de zijde van de Regentlaan bevinden zich drie standbeelden op hoge sokkels: een replica van de Discuswerper door Mathieu Kessels (1867), Le vainqueur (De overwinnaar) door de jonggestorven Jean Geefs en Caïn maudit (Kaïn vervloekt) van Louis Jéhotte (1850).
Het domein wordt omheind door een balustrade. Aan de ingang flankeren twee monumentale leeuwenbeelden van Félix Bouré de toegangspoorten. De jonge Rodin heeft nog meegewerkt aan de uitvoering van de beeldengroep op een sokkel (Allegorie van Wetenschap, Handel en Landbouw, 1874).

### Koninklijke Stallen ("Troongebouw")

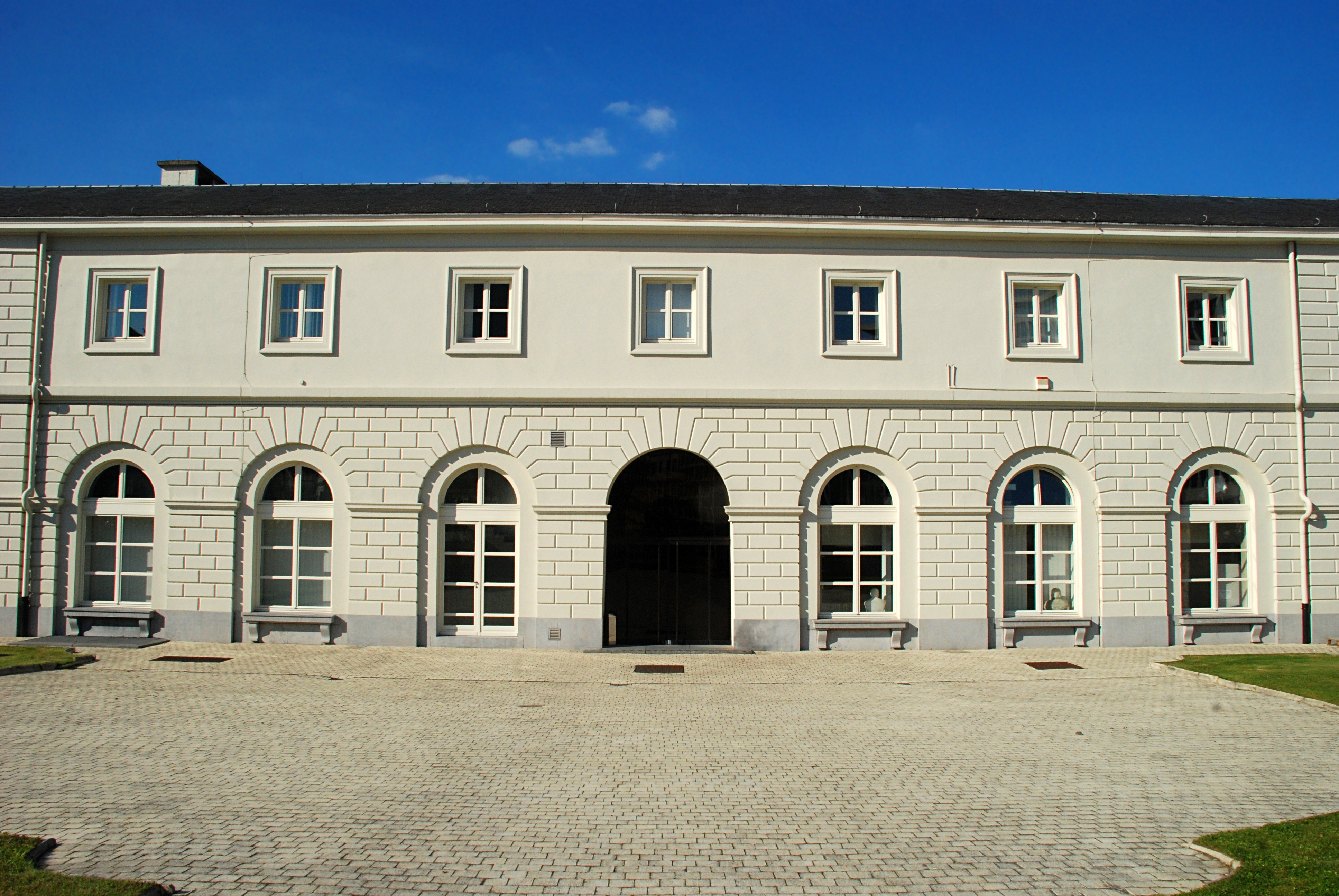
De Koninklijke Stallen aan het Troonplein

Ten zuiden van het Academiënpaleis, in de uiterste hoek van de tuin en grenzend aan het Troonplein, bevinden zich de Koninklijke Stallen (1825-1828). Ze zijn ontworpen door dezelfde architecten: aanvankelijk Vander Straeten en nadien Suys. De stallen behoorden tot het prinselijk paleis en werden na de Belgische Revolte ook aangeslagen en in een kazerne omgebouwd. Omstreeks 1859 werd aan de zijde van het Troonplein een rotonde aangebouwd. De binnenplaats werd in 1865 met een metalen constructie overkoepeld en ging terug dienstdoen als paardenstalling voor het koningshuis (Écuries royales). Dit bleef zo toen de Academie zich in 1876 in het paleis vestigde.
Tussen 1890 en 1898 bevond zich op de eerste verdieping het centrale bestuur van de Congostaat (geleid door Edmond van Eetvelde en Charles Liebrechts). Voordien huisde dit in de Brederodestraat. Na de koloniale tentoonstelling van Antwerpen werden de etnografische objecten uit Congo in de stallen opgeslagen. Vanaf 1911 werden de stallen gebruikt als garage voor het koninklijk wagenpark. In 1962 liet Koning Boudewijn toe dat de Bibliotheek van de Academie onderdak kreeg in de Stallen. Vanaf 1966 kreeg ze dan de beschikking over het hele gebouw. Sedert 2001 is de zetel van The Royal Academies for Science and the Arts of Belgium er gevestigd.
Het gebouw werd grondig gerestaureerd in de jaren 90 en opgefrist in 2010.

## Galerij

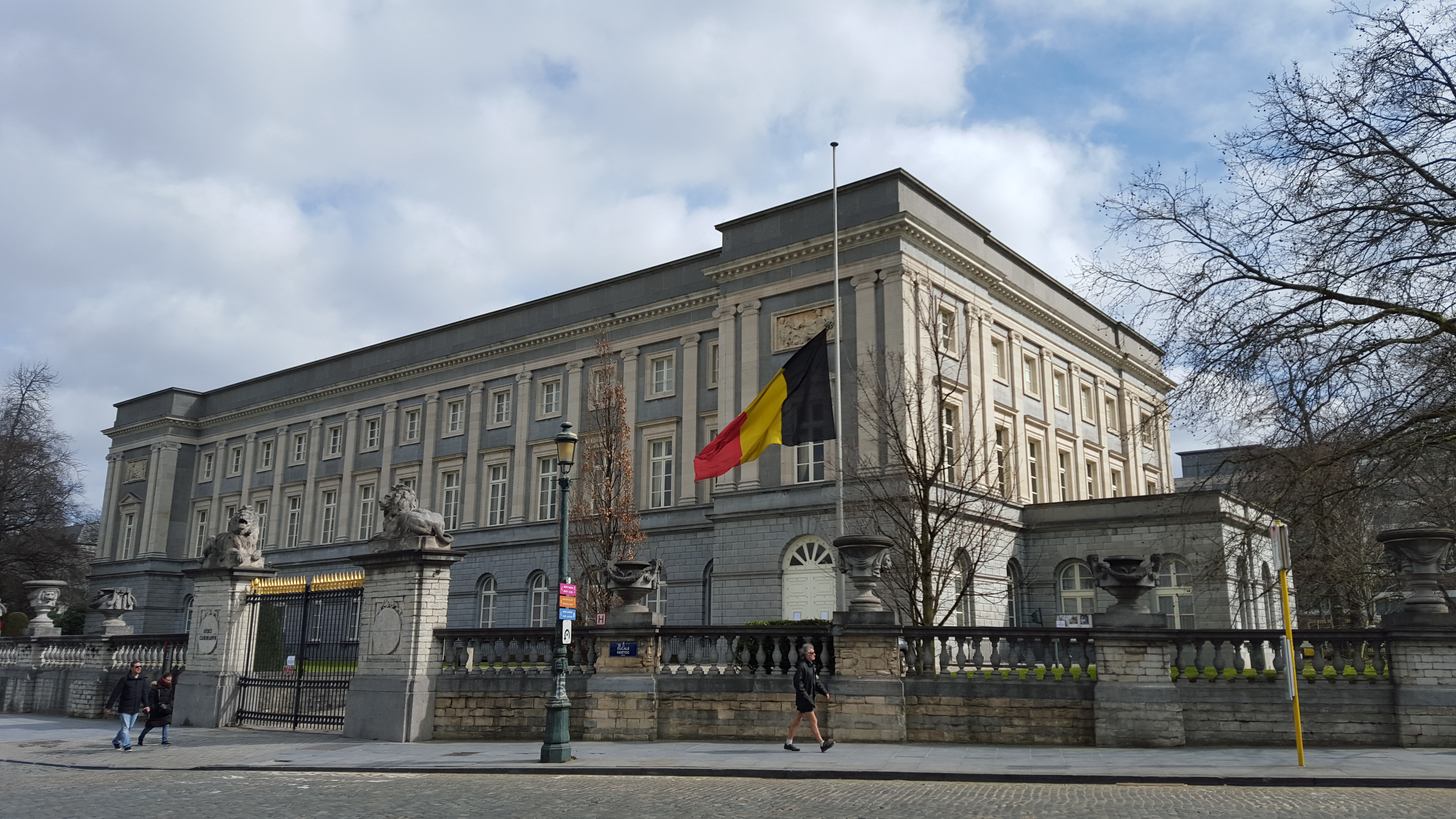
Vooraanzicht van het paleis
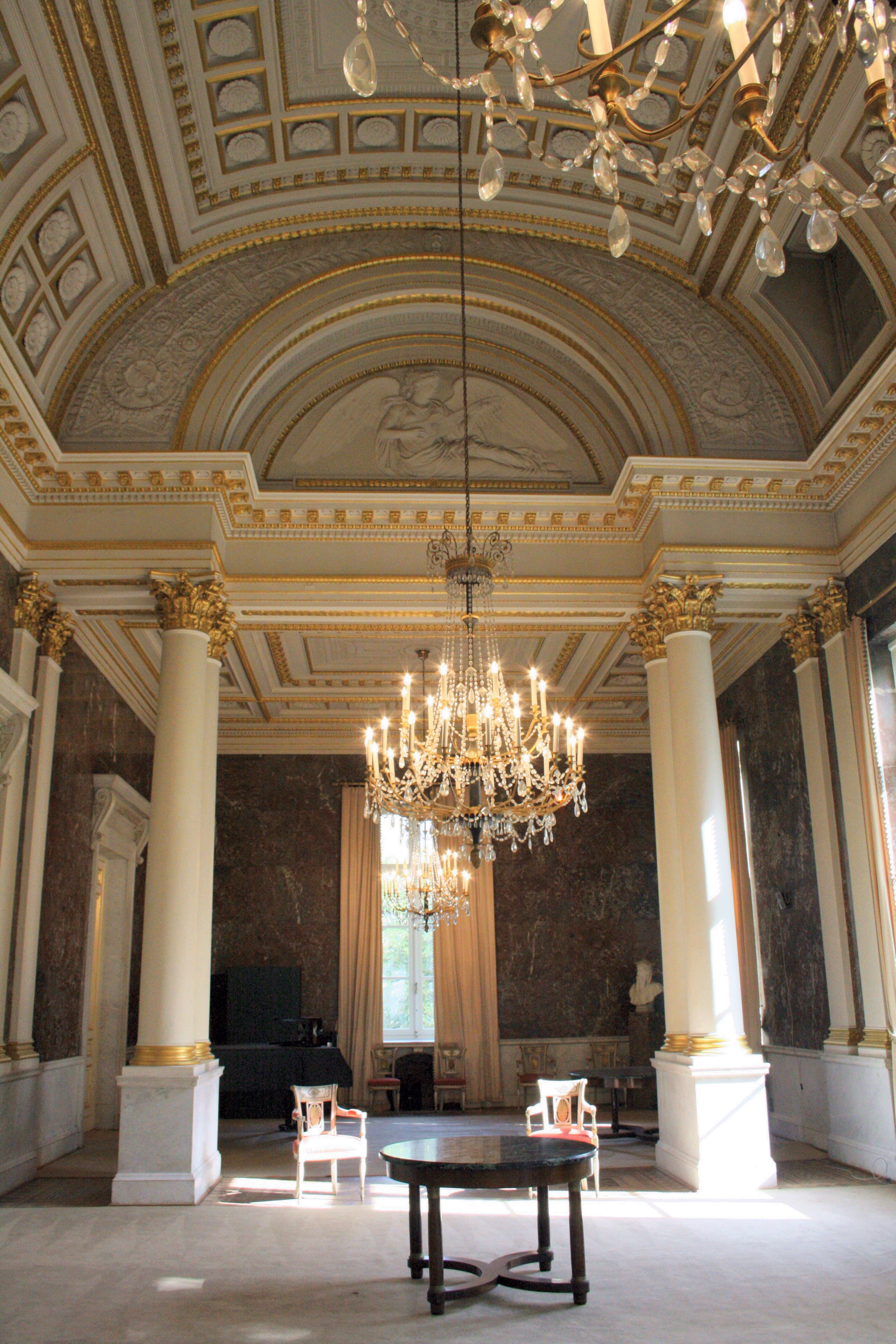
Interieur
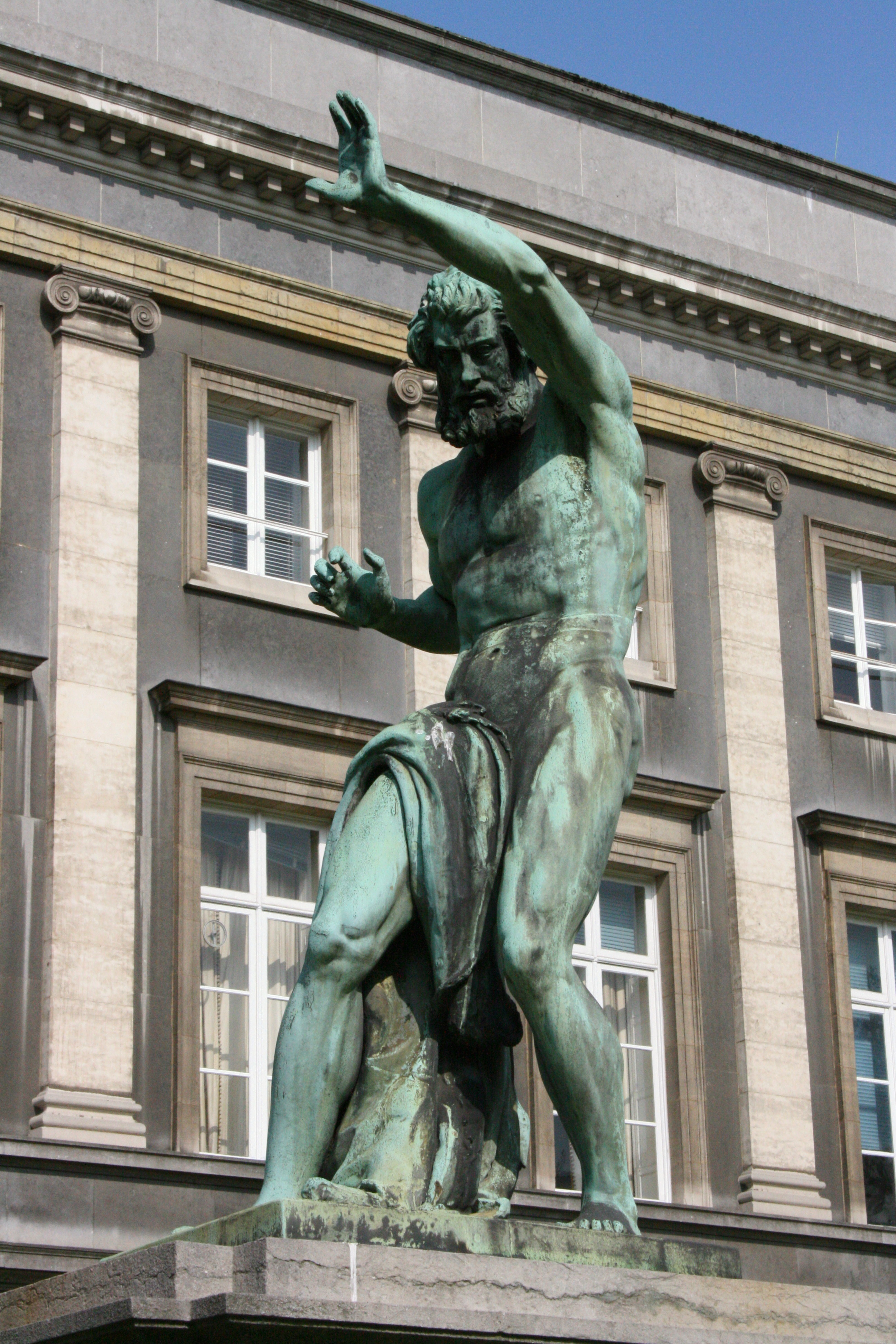
Kain vervloekt, van Louis Jehotte
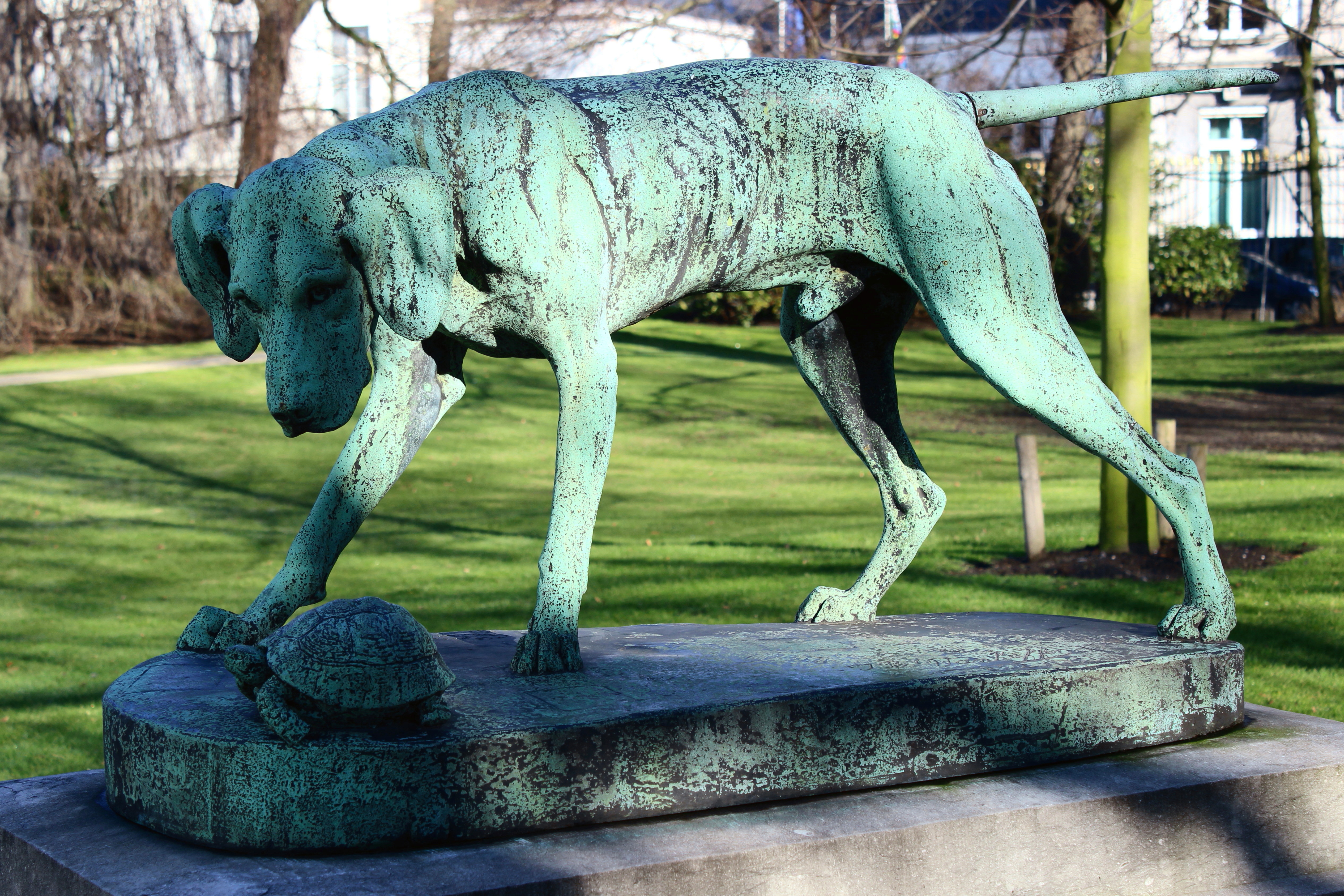
De Verrassing, van Jean-Baptiste Van Heffen

## Voetnoten
1. 1 2  Rijksdienst voor Monumenten- en Landschapszorg (red.), Bouwen door de eeuwen in Brussel. Stad Brussel - Binnenstad, Deel IB, blz. 30 e.v. - Lees op Google Books
2. ↑  Marius Draaisma, De Polari-affaire, 1829-1834: Een juwelendiefstal wordt een diplomatiek incident (Masterscriptie Geschiedenis RUG), 9.
3. ↑  Een paleis voor Guy premier, De Standaard, 18 augustus 2001
4. ↑  Julien Van Hove, Histoire du Ministère des colonies, Brussel, Académie Royale des Sciences d'Outre-Mer, 1968, p. 14
5. ↑  Paleis der Academiën klaar voor de ASEM top, Persbericht Regie der Gebouwen, 22 september 2010